# Euro NCAP
Le European New Car Assessment Program (Euro NCAP, en français : « Programme européen d'évaluation des nouveaux véhicules »), est un organisme international indépendant basé à Bruxelles, en Belgique, créé en 1997. Il a pour fonction principale d'effectuer des tests de collision (crash tests) afin de tester les capacités dans le domaine de la sécurité passive des véhicules, notamment automobiles.
Neuf voitures sur dix vendues dans le marché européen, font l'objet d'un classement Euro NCAP.
En vingt ans, Euro NCAP a publié plus de 630 avis, crash-testé environ 1 800 voitures et dépensé plus de 160 millions d'euros pour rendre les voitures plus sûres ; dans le même temps, 78 000 vies ont été sauvées.

## Historique et activités
Euro NCAP a été créé par l'Administration nationale suédoise des Transports (Vägverket, maintenant Trafikverket), la Fédération internationale de l'automobile et International Consumer Research & Testing. Par la suite, d'autres gouvernements ont rejoint le programme (France, Allemagne, Luxembourg, Suède, Pays-Bas et Catalogne). Plusieurs associations de consommateurs européennes sont membres par l'intermédiaire de l'International Consumer Research and Testing (ICRT). Les clubs automobiles y sont représentés au travers de la Fédération internationale de l'automobile (FIA) et l'adhésion individuelle de l'ADAC, l'automobile-club allemand. La Commission européenne participe au conseil d'administration d'Euro NCAP en qualité d'observateur et apporte son soutien politique.
L'objectif de cet organisme est de fournir aux consommateurs une évaluation de la sûreté des voitures les plus vendues en Europe. De par sa médiatisation et sa modernité (tests plus représentatifs que certaines normes plus anciennes), les essais réalisés par Euro NCAP sont rapidement devenus incontournables pour les véhicules vendus en Europe. L'organisme peut se targuer d'être devenu un catalyseur pour les améliorations en matière de sûreté.
Euro NCAP ne réalise pas les essais. Il fait appel à des laboratoires extérieurs pour les entreprendre.
Le financement de l'association se fait par la cotisation annuelle de chaque membre. Les constructeurs automobiles peuvent aussi financer les tests de leurs propres véhicules mais Euro NCAP souhaite garder un contrôle absolu sur les essais.
En 2018, Euro NCAP ajoute des tests pour les systèmes de freinage d'urgence (AEB) dans les situations critiques avec les cyclistes, et les piétons, de jour comme de nuit, à des vitesses pouvant aller jusqu'à 30 km/h.
En 2020, Euro NCAP ajoute des tests relatifs au Rescue and Extrication pour promouvoir la facilitation des secours après l'accident.

## Les tests de l'Euro NCAP
Il y a deux cas de figure dans les tests : les véhicules du « constructeur » et les véhicules du « commerce ».
- Les véhicules du « constructeur » : c'est le cas général où le véhicule qui va sortir et le constructeur souhaite officialiser les prestations de celui-ci. Il demande une évaluation Euro NCAP avec généralement un choix de quelques véhicules mis à disposition (~20). L'Euro NCAP est ici tributaire du constructeur qui doit lui livrer des voitures qui sont de série ;
- Les véhicules du « commerce » : l'Euro NCAP réalise de son propre chef des tests sur des véhicules, notamment pour assurer que les modifications (comme les plans d'économies) n'affectent pas ses prestations. Les véhicules sont alors acquis anonymement auprès des constructeurs.

Les configurations de chocs utilisées par l'Euro NCAP se veulent représentatives des accidents les plus fréquents en Europe (grâce par exemple aux travaux d'accidentologie de la sécurité routière). Ainsi chaque véhicule testé, en 2008, subit :
- un choc frontal : le véhicule est lancé sur une barrière fixe déformable à 64 km/h. Ce choc représente la collision entre deux voitures ;
- un choc latéral : une barrière mobile déformable est lancée à 50 km/h sur le côté du véhicule statique. Ce cas simule la collision d'un véhicule avec un autre à l'arrêt (par exemple au feu tricolore) ;
- un choc poteau : le véhicule est lancé contre un poteau de 25,4 cm de diamètre au niveau du siège conducteur à 29 km/h. Ici le véhicule n'est plus sous contrôle et percute un mobilier urbain. Depuis 2015, le protocole d'essai a évolué, la vitesse est devenue 32 km/h et l'angle d'impact du poteau est désormais de 75° contre 90° auparavant.
- un choc piéton : il est fait sur l'avant du véhicule. Ces tests représentent les accidents avec un piéton à 40 km/h.

À l'issue des tests, les blessures des occupants du véhicule sont évaluées (grâce aux mannequins biomécaniques), et un nombre de points est attribué.

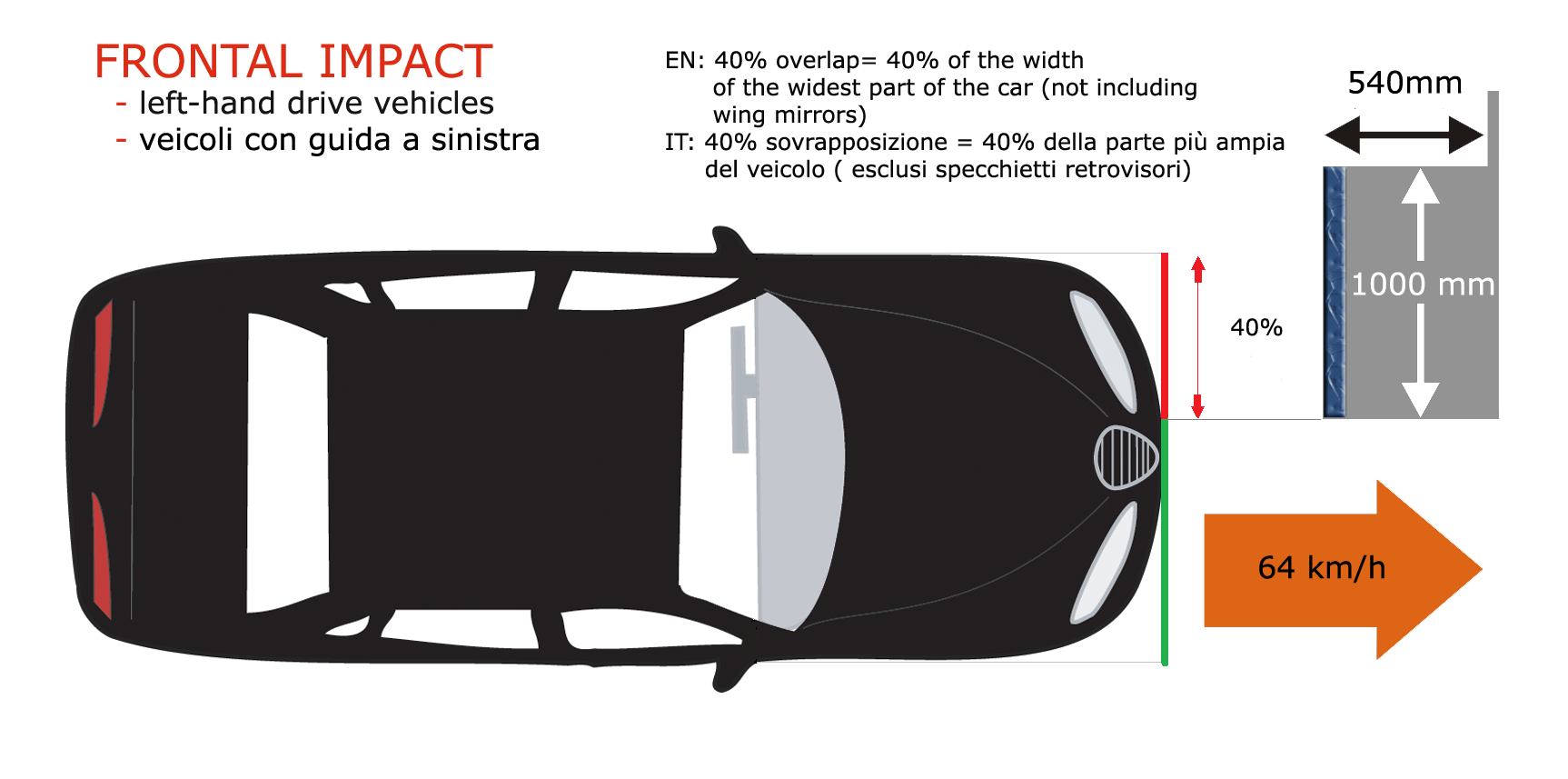
Choc frontal.
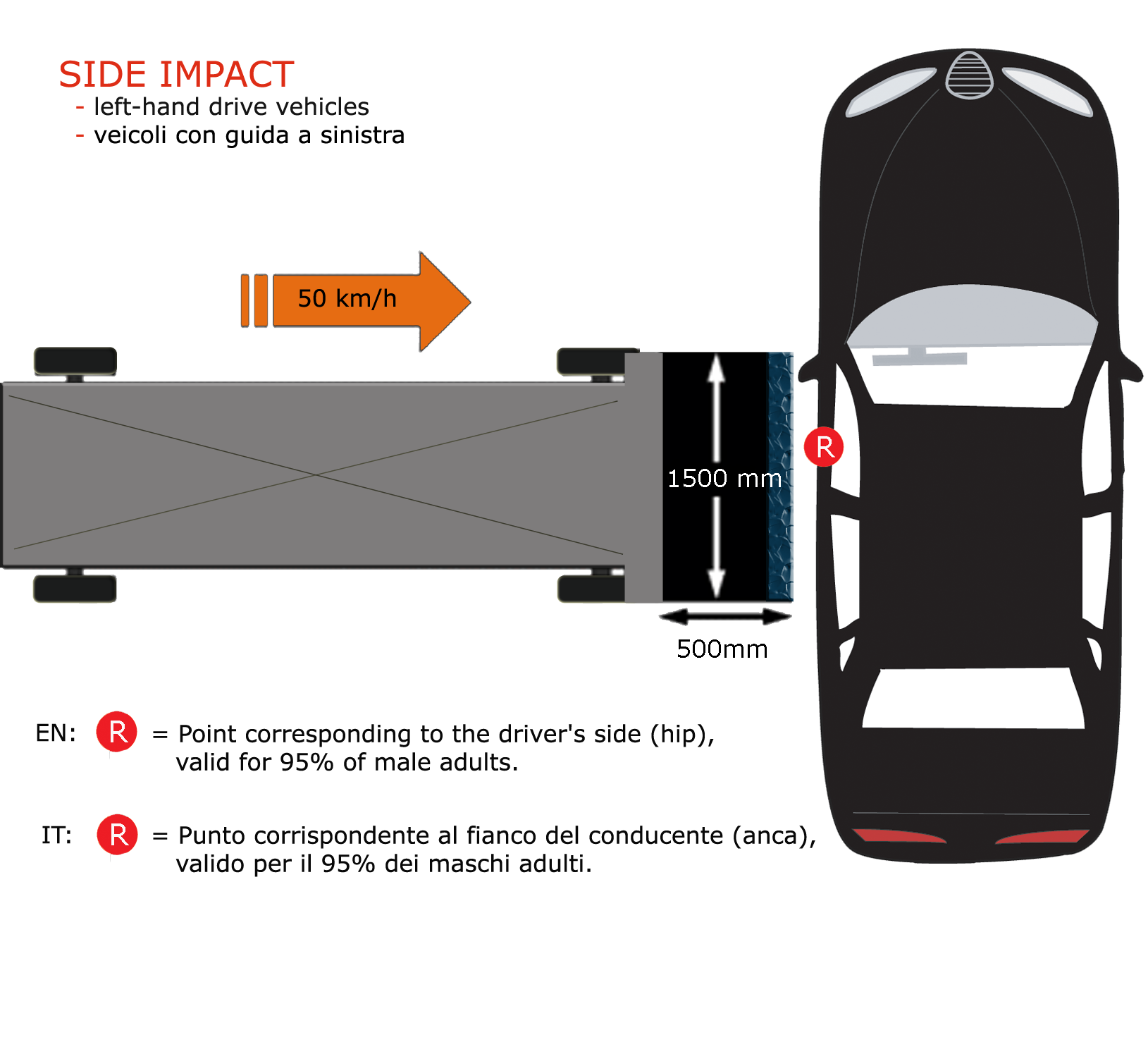
Choc latéral.
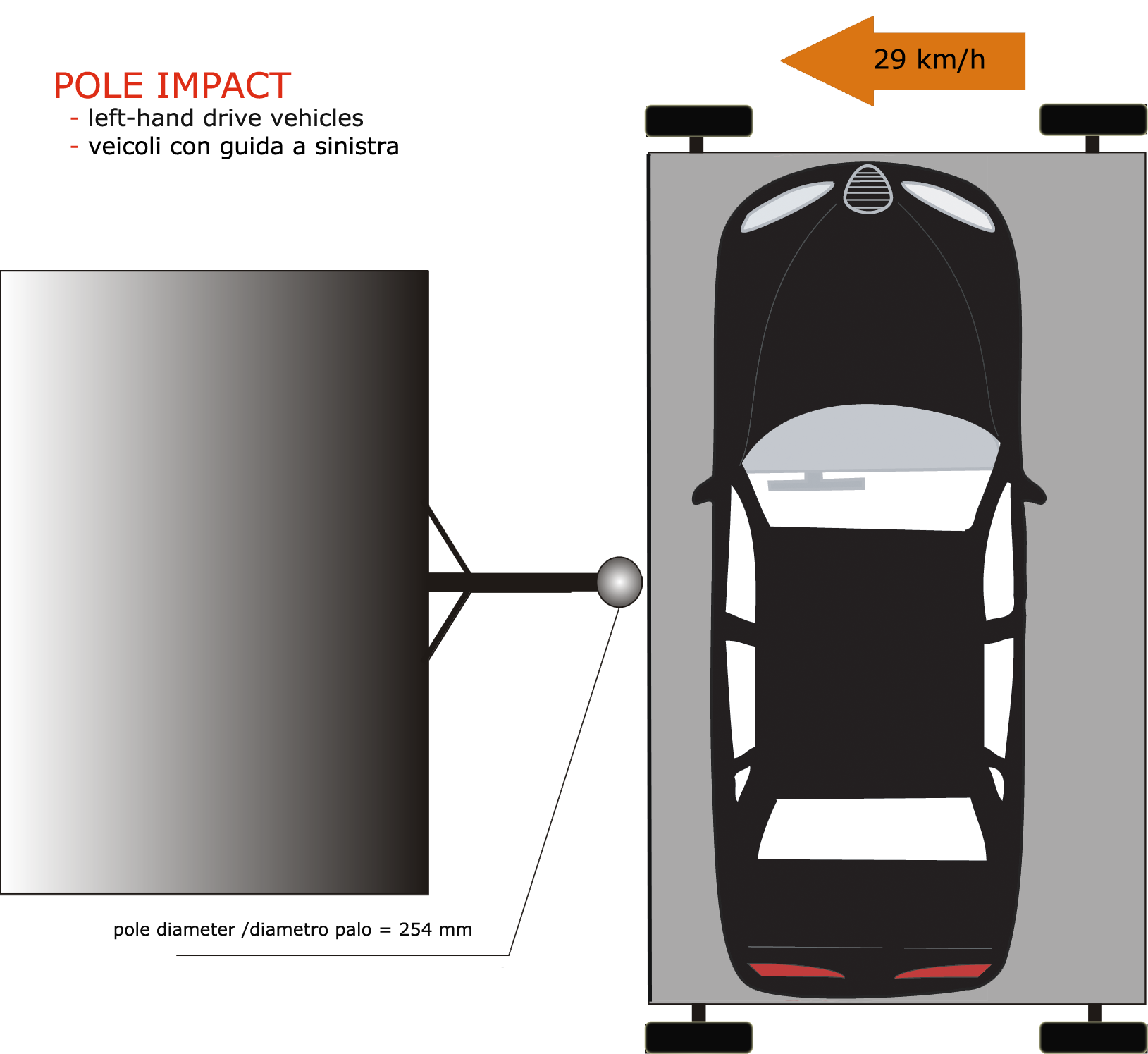
Choc contre un poteau.
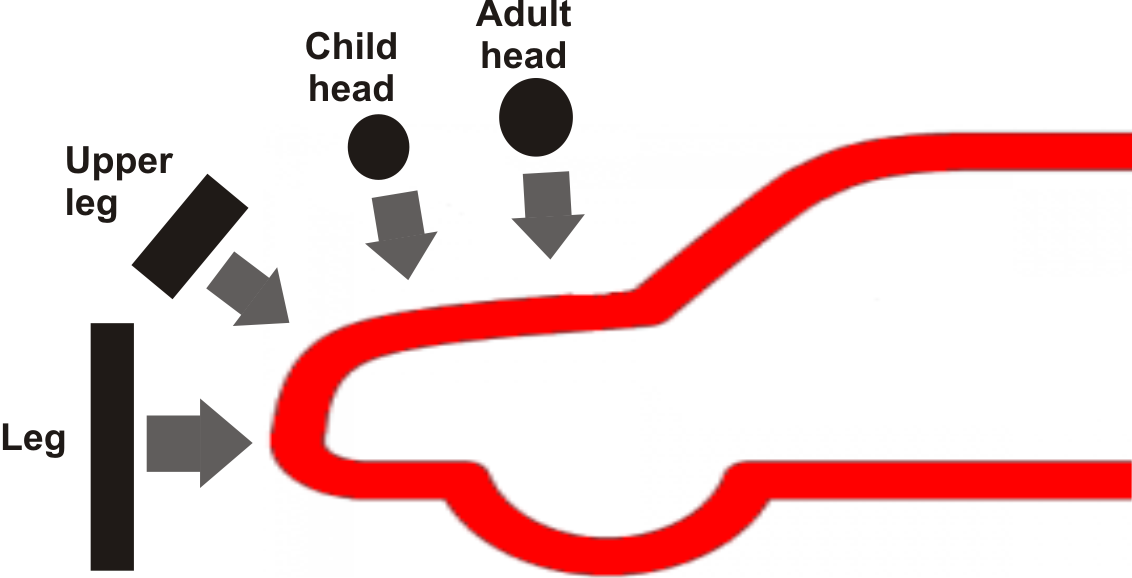
Choc piéton.

## Notation
La répartition des points suivant les tests n'est pas homogène et elle est régulièrement modifiée. Il varie entre 0 et 37 points pour décerner de 0 à 5 étoiles. Le choc frontal permet d'obtenir jusqu'à 16 points, 16 points pour le choc latéral, 2 points pour le « choc du poteau » plus 3 points bonus suivant le nombre d'alertes de ceinture de sécurité non bouclée. En mars 2000, à cause de l'évolution constante des points obtenus par les véhicules, il a été décidé de créer une cinquième étoile pour les véhicules qui obtiennent entre 32,5 et 37 points. En 2012, la prédominance de la notation du choc frontal laissera la place à une notation plus importante du choc poteau.

## Configurations
Le choc frontal était le choc privilégié au début de l'Euro NCAP. Mais l'évolution des règles de notation tend à intégrer tous les tests dans la note finale. De plus, progressivement la sévérité des chocs est augmentée pour améliorer la sécurité ou pour prendre en compte l'évolution du parc automobile européen.

### Choc frontal
Le véhicule est lancé sur une barrière fixe déformable à 64 km/h (±1 km/h) nommé BFD65. Le recouvrement de la barrière sur le véhicule est de 40 %. Les moyens de mesures sont deux mannequins adultes 50e percentile (modèle Hybrid III), un enfant de 1,5 an (dans un siège enfant) et un autre de 3 ans. La masse du véhicule est celle maximale en ordre de marche commercialisé. Le choix entre le côté gauche ou droite du choc se fait en fonction du pays où le véhicule est le plus vendu (aucun véhicule n'étant symétrique ce choix est très important).
La stratégie est d'absorber un maximum d'énergie avec la compression du bloc avant (partie devant l'habitacle). Les principaux éléments de cette compression sont : les longerons, la traverse avant (liaison entre les deux longerons), le train avant, la roue. Les principaux obstacles sont les éléments incompressibles : le moteur, la boîte de vitesses, la batterie, le système de freinage.
L'intégrité de l'habitacle devant être préservée, elle est contrôlée par des critères biomécaniques. On notera comme critères : l'intrusion du bloc avant dans l'habitacle, la mise au plancher du pédalier, l'avancée du tableau de bord, la remontée de la colonne de direction, la rotation des vertèbres, la pression du coussin gonflable de sécurité (airbag)…

### Choc latéral
Une barrière mobile déformable est lancée à 50 km/h sur le côté gauche du véhicule statique (et non retenu) nommé BMD50. Les mesures sont un mannequin adulte 50e percentile (modèle SID), un enfant de 1,5 an (dans un siège enfant). La masse du véhicule est celle du véhicule le plus vendu. Ici, le lieu de l'impact est déterminé par la garde au sol et la position du conducteur (cette position est négociable car elle influence fortement le résultat).
Contrairement au choc frontal, ici, la structure ne peut pas absorber d'énergie. La stratégie est une mise en vitesse adéquate des occupants avec la barrière. Les critères sont l'intrusion de la barrière, accélération du bassin et rotation de la colonne vertébrale. Pour ce choc, les éléments de retenues sont déterminants pour obtenir des critères requis pour l'Euro NCAP (notamment l'airbag rideau ou l'habillage de porte).

### Choc poteau
Le véhicule est lancé contre un poteau de 25,4 cm de diamètre au niveau du siège conducteur à 29 km/h. Les mesures minimums sont faites avec un mannequin adulte 50e percentile. La masse du véhicule est celle du véhicule le plus vendu.
Ce test sollicite particulièrement l'intégrité de l'habitacle, la surface d'impact étant particulièrement petite. La raideur en flexion de la caisse est ici déterminante.

### Choc piéton
Il est réalisé avec des impacteurs représentant les parties du corps d'un adulte et d'un enfant. Ces impacteurs sont projetés sur l'avant du véhicule à la vitesse de 40 km/h. Un critère HIC (fonction de la décélération) est ainsi mesuré sur plusieurs points. Ces points forment la cartographie visible sur les résultats de l'Euro NCAP.
L'objectif est d'amortir au maximum le choc du piéton sur le véhicule. Les zones les plus critiques sont alors les parties dures comme : le sertis de capot, la nervure des ailes, la serrure de capot, la culasse de moteur, le moteur d'essuie-glaces. Certains dommages étant plus problématiques, ils sont contrôlés par des critères comme: le genou ou la nuque. D'autres dommages comme la fracture du tibia sont autorisés.
Des solutions techniques sont appliquées pour améliorer ce choc comme la rigidification du capot ou l'aplanissement de la culasse du moteur ou encore la mise en place d'un capot actif (qui se soulève lors du choc).

## Le matériel expérimental

### Barrières
La barrière est le système mis en face du véhicule lors du choc. L'importance du type de barrière repose sur sa répétabilité et sa représentativité. Il existe deux types de barrière :
- la barrière rigide : Ce type est quasi indéformable (une plaque d'acier épaisse pour le choc frontal). Ce sont les barrières les plus fiables actuellement, car leur comportement varie très peu lors du choc. Elle peut être représentatif lors d'un choc poteau mais peut être irréaliste lors d'un choc frontal.
- la barrière déformable : Les barrières sont spécifiques pour chaque choc. En choc frontal, elle est composée d'une structure complexe qui représente la déformation « théorique » d'un bloc avant de voiture. Elle se compose notamment de panneaux en nid d'abeille. Ces barrières sont plus représentatives mais pose le problème de la répétabilité qui peut être mis en doute lorsqu'un seul essai est réalisé.

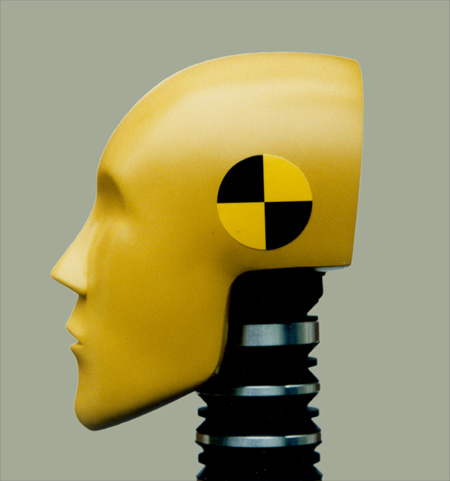
Tête de mannequin de test.

### Mannequins
Ils sont les moyens de mesure représentant les occupants. Leur conception reprend (en la simplifiant) l'architecture du corps humain. Il existe plusieurs modèles de mannequins, ceux utilisé par l'Euro NCAP sont : Hybride III (choc frontal), SID (choc latéral), enfant.
Ils sont représentatifs d'une partie de la population : 
- le 5e percentile représente les petites personnes ;
- le 50e percentile représente la médiane de la population ;
- le 95e percentile représente les grandes et fortes personnes.

Chaque mannequin permet de tester des cas critiques, par exemple : l'étranglement du 5e percentile par la ceinture ou le sous-marinage des personnes fortes.

## Membres
L'EuroNCAP a ses propres membres et travaille avec des laboratoires.
| Pays        | Organisme                                                                 | membre, laboratoire     |
| ----------- | ------------------------------------------------------------------------- | ----------------------- |
| Royaume-Uni | Department for Transport (DfT)                                            | membre                  |
| Allemagne   | Ministère fédéral des Transports (Allemagne) (BMVBS)                      | membre                  |
| Pays-Bas    | Ministerie van Infrastructuur en Milieu (IenM)                            | membre                  |
| France      | Ministère de l'Écologie, du Développement durable et de l'Énergie (MEDDE) | membre                  |
| Luxembourg  | Ministère de la Mobilité et des Travaux publics (MMTP)                    | membre                  |
| Espagne     | Généralité de Catalogne                                                   | membre                  |
| Suède       | Administration nationale suédoise des Transports                          | membre                  |
| Royaume-Uni | International Consumer Research & Testing (ICRT)                          | membre                  |
| France      | Fédération internationale de l'automobile (FIA)                           | membre                  |
| Allemagne   | Allgemeine Deutsche Automobil-Club (ADAC)                                 | membre, laboratoire     |
| Royaume-Uni | Thatcham Research, Motor Insurance Repair Research Centre (MIRRC)         | membre, laboratoire     |
| Italie      | Automobile Club d'Italia (ACI)                                            | membre                  |
|             | ... Liste non exhaustive                                                  | membres et laboratoires |

## Organisations similaires
Il existe d'autres normes de sécurité et les organismes similaires dans le monde.
| Pays                       | Organisme |
| -------------------------- | --- |
| États-Unis                 | NHTSA (FMVSS et NCAP)                                                                                           |
| Chine                      | C-Ncap |
| Japon                      | JNCAP |
| Australie Nouvelle-Zélande | ANCAP |
| Inde                       | Bharat NCAP : introduction prévue à partir de juin 2022.[réf. souhaitée] Le test indien est mis à jour en 2023. |

Ces différents tests ne sont pas toujours équivalents car ils ciblent un marché spécifique. Toutefois, certains critères de tests peuvent être similaires à ceux d'un autre organisme.
Mais les critères des tests étant très différents, les résultats ne peuvent pas être comparés. Par exemple, un même véhicule peut être bien noté à Euro NCAP et mal noté à NHTSA. Les essais d'homologation aux États-Unis étant basés sur des véhicules plus lourds mais roulant moins vite.
Face à la difficulté d'établir des règles universelles de crash automobile, l'Euro NCAP propose sa « version » de la sécurité passive. Celle-ci peut être critiquable mais elle offre actuellement l'une des visions les plus sévères en Europe.

## Validité des tests Euro NCAP

### Historique
- 1997 : premiers tests de collision avec impact frontal décalé et impact latéral
- 2003 : Euro NCAP introduit une nouvelle notation de protection d'enfant.
- 2008 : les tests de collision arrière sont ajoutés (avec des critères sur le coup du lapin).
- 2009 : la notation est modifiée pour prendre tous les tests en compte (précédemment seuls les impacts frontal et latéral étaient dans la note). La protection enfant, la collision arrière et le test piéton deviennent plus importants. Le nombre d'étoiles servant à classer les modèles reste à cinq[11].
- 2010 : Euro NCAP introduit Euro NCAP Advanced pour récompenser certains systèmes de sécurité active.
- 2018 : Autonomous Emergency Braking (AEB) freinage d'urgence cyclistes &piétons, jour et nuit, 40 km/h
- 2020 : Vehicle Rescue and Extrication pour faciliter les secours après un accident

### Avancées
L'Euro NCAP n'est pas le seul acteur dans le domaine, mais il participe à l'amélioration de la sécurité de véhicule. Parmi les avancées principales, il y a :
- La prise de conscience de la problématique du crash (l'automobile n'est plus « indestructible ») ;
- L'arrêt des discours anti-sécuritaires des constructeurs (sous couvert de surcoûts pour le client) ;
- La sévérité accrue des règles de crash pour améliorer la sécurité (critères enfants, choc piéton, sécurité active).

Techniquement, les progrès sont faits dans :
- L'utilisation d'airbags (coussins gonflables de sécurité), de prétensionneurs de ceinture, de coques anti-sous-marinage… ;
- La sécurisation de la remontée de la colonne de direction en cas de choc, de l'enfoncement du plancher, de la rigidité de la partie avant… ;
- Le développement des sièges enfants, des renforts de portes, de la sécurité active…

### Dérives
Comme toute réglementation, l'Euro NCAP est victime du détournement de ses tests. On notera parmi les plus connus[réf. nécessaire] :
- Les renforts crash peuvent être uniquement du côté conducteur (exemple : renfort de porte) ;
- Les éléments de sécurité passive peuvent être supprimés pour les véhicules vendus hors d'Europe ;
- La spécialisation des conceptions efficaces à Euro NCAP et mauvaises dans le cas réel (exemple ci-dessous : compatibilité),
- La comparaison entre voitures testées sous des conditions différentes mais ayant le même nombre d'étoiles (le règlement change mais pas le nombre d'étoiles) ;
- La distinction entre le choc frontal à gauche et à droite avec des véhicules de conceptions gauche ou droite (en général, les véhicules japonais sont conçus avec une conduite à droite, la place du moteur est inversée favorisant le choc côté droit).

Dans le cas de la compatibilité entre véhicules, cette problématique est apparue avec la première voiture 5 étoiles de l'Euro NCAP (Laguna II). L'ensemble des constructeurs automobiles ont suivi cet exemple avec pour conséquence un renforcement considérable du bloc avant (partie avant de la caisse comprenant le moteur, le train avant et le châssis). Les résultats sont très bons face à la barrière mais en réalité, les longerons surdimensionnés peuvent parfois « empaler » la voiture percutée. Cette conséquence non désirée est maintenant corrigée en augmentant la surface de contact entre les véhicules (barre entre les longerons). Le test associé est nommé « test de compatibilité » et intégré aux tests Euro NCAP depuis 2020.
Avec le recul, l'évolution des règles de Euro NCAP tend à supprimer les dérives.
Par ailleurs, l'évolution des règles de Euro NCAP pousse à une inflation sans fin du nombre d'équipements de sécurité passive et de sécurité active dans les véhicules, ce qui contribue à leur alourdissement et à leur renchérissement. Cette évolution va à l'encontre d'autres critères que l'on peut considérer comme tout aussi pertinents, comme la légèreté des véhicules pour réduire leur consommation d'énergie, ou leur accessibilité financière. De plus, un véhicule peut être fortement sanctionné du fait du nombre insuffisant d'équipements de sécurité active qu'il embarque, ce qui est contraire à l'esprit initial d'Euro NCAP, qui visait à tester la sécurité passive des véhicules. De ce fait, certains constructeurs automobiles commencent à remettre en cause la notation Euro NCAP.

## Groupes de comparaison
Les résultats sont regroupés en 15 classes de plus en plus exigeantes,,,:
- 1997-2002 (archive)
- 2003-2007 (archive)
- 2008 (archive)
- 2009 (archive)
- 2010-2011 (archive)
- 2012 (archive)
- 2013 (archive)
- 2014 (archive)
- 2015 (archive)
- 2016-2017
- 2018-2019
- 2020-2022
- 2023-2025[17]
- 2026-2028[18]
- 2029+

En 2024, de nombreuses voitures font un usage excessif des écrans tactiles, cela sera donc pénalisé à partir de 2026.